# Dornier Do 28

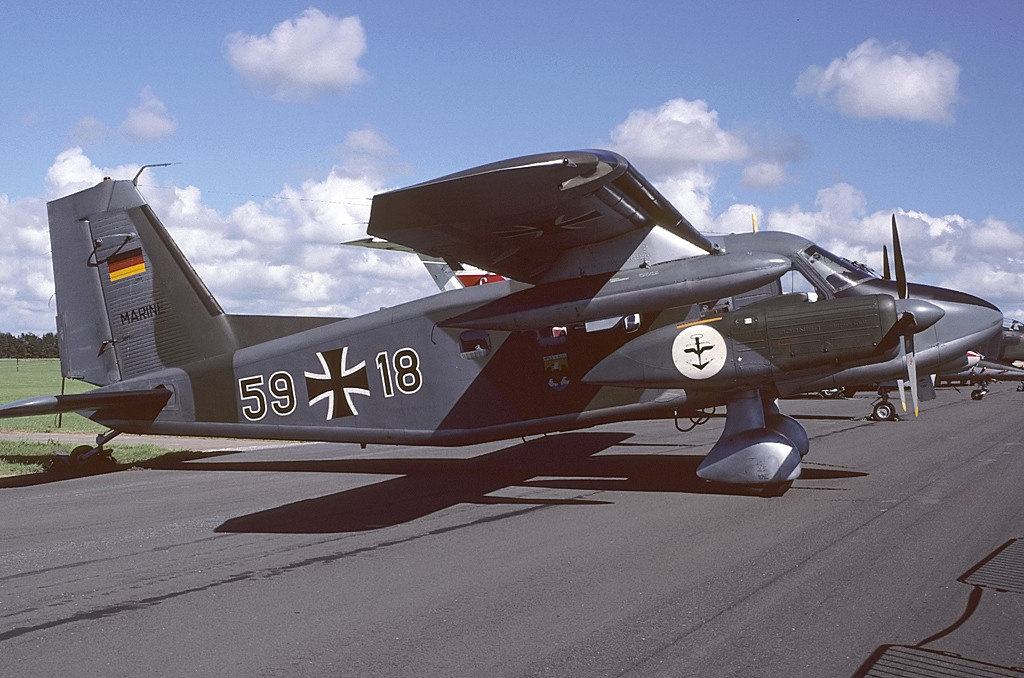
Dornier Do-28D-2 Skyservant

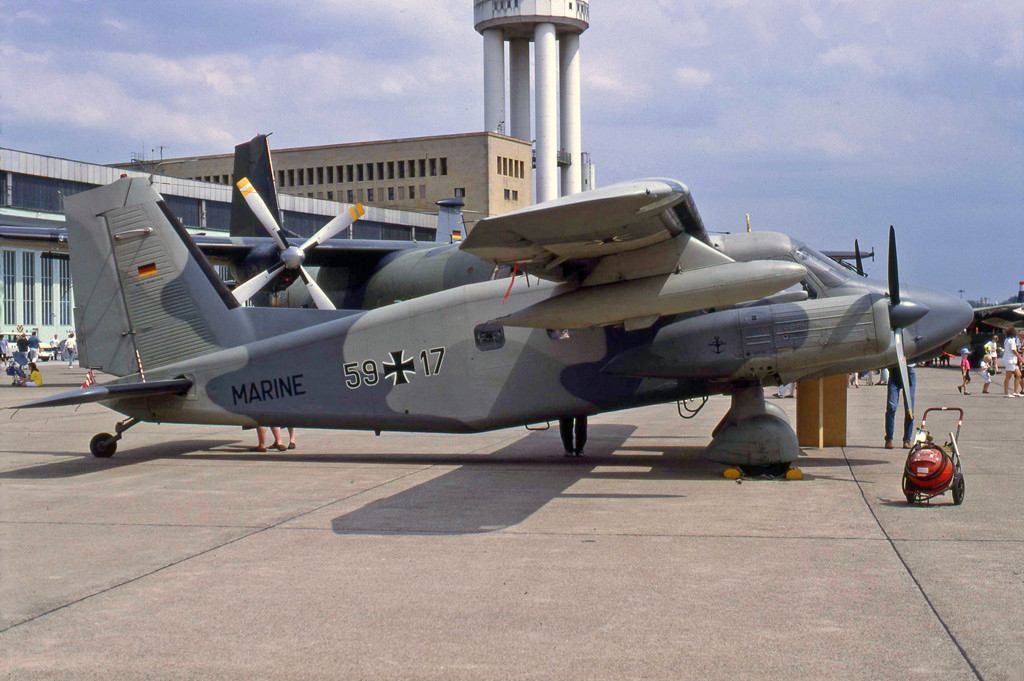
Dornier Do-28D-2 Skyservant

A Do 28 könnyű, dugattyús motoros többcélú repülőgép, melyet  a Dornier-Werke GmbH, később Dornier GmbH gyárt. Két fő változata a Do 28A/B, valamint a Do 28D, amelyek konstrukciós szempontból is jelentősen különböznek. Légcsavaros gázturbinával ellátott változata a Do 28G.92.

## Leírása
A Dornier Do 28 D Skyservant a korábbi Dornier Do 28-nak egy újratervezett változata.
Változatai: Ne 28D, 28D Do-1, Do 28D-2, Do 28D-2 / OU, Do 28 G.92, Do 128-2, 128-6

## Műszaki adatok
- Legénység: 1-2 fő
- Utasok: 14 fő
- Meghajtás: 2 db dugattyús motor
  - Típusa: Lycoming IGSO-540-A1E
- Felszálló teljesítmény: 283 kW (380 LE)
- Legnagyobb sebesség: 333 km/h
- Gazdaságos utazósebesség: 265 km/h
- Gyakorlati csúcsmagasság: 7400 m
- Hatótávolság: 1180 km
- Üres tömeg: 2340 kg
- Felszálló tömeg: 3842 kg
- Fesztávolság: 15,55 m
- Szárnyfelület: 29,0 m2
- Hossz: 11,41 m
- Magasság: 3,90 m